# Nkukoli
L'nkukoli és una llengua que es parla al sud-est de Nigèria, a la zona fronterera entre les LGAs d'Iko, d'Obubra i d'Akamkpa, a l'estat de Cross River.
L'nkukoli forma part del grup lingüístic de les llengües loko, que formen part de les llengües de l'alt Cross Central Est-Oest. Les altres llengües del mateix grup lingüístic són el lubila i el lokaa. Totes aquestes es parlen a Nigèria.

## Ús
L'nkukoli és una llengua que gaudeix d'un ús vigorós (6a); tot i que no està estandarditzada, és utilitzada per persones de totes les edats i generacions. Segons l'ethnologue, el 1973 hi havia 1000 parlants de nkukoli.

## Població i Religió
El 70% dels 2.600 nkukolis són cristians; d'aquests, el 70% són protestants i el 30% pertanyen a esglésies cristianes independents. El 30% dels nkukolis restants creuen en religions tradicionals africanes.